# Схотен
Схотен (на нидерландски: Schoten) е селище в Северна Белгия, провинция Антверпен. Намира се на 7 km североизточно от центъра на Антверпен. Населението му е около 33 200 души (2006).